# Тимофей (Тривизас)
Митрополи́т Тимофе́й (греч. Μητροπολίτης Τιμόθεος, в миру Андре́ас Тривиза́с, греч. Ανδρέας Τριβιζάς; 1 июня 1939, Агрос, Керкира — 15 марта 2002, Керкира, Греция) — епископ Элладской православной церкви; митрополит Керкирский (1984—2002).

## Биография
Родился 1 июня 1939 года в деревне Агрос на острове Керкира в семье Спиридона и Элены. Окончил Вторую Керкирскую гимназию.
18 августа 1962 года в монастыре сорока мучеников в Спарте митрополитом Монемвасийским и Спартским Киприаном был пострижен в монашество с именем Тимофей, а 19 августа тем же иерархом рукоположен в сан иеродиакона.
14 апреля 1967 года тем же архиереем рукоположен в сан иеромонаха с возведением в сан архимандрита и в том же году окончил богословский факультет Афинского университета.
В том же году при поддержке Патриарха Константинопольского Афинагора поехал в Англию, где изучал социологию и английскую литературу в Эссекском университете. Затем он поступил в Кингс колледж Лондонского университета, где до 1970 года был стипендиатом социологического отделения, догматического богословия и философии. Кроме учёбы служил в качестве настоятеля греческих общин и управляющего греческими школами в Англии.
В 1970 году вернулся в Грецию и был назначен настоятелем храма святого Георгия в Карики в Афинах. Кроме того он преподавал догматическое богословие в Вечерней священнической школе в Афинах (Νυκτερινή Ιερατική Σχολή Αθηνών).
С 1972 по 1984 годы был в должности секретаря и генерального секретаря Синода Элладской православной церкви.
4 мая 1984 года был хиротонисан в сан епископа и возведён в достоинство митрополита Керкирского.
Участвовал в делегациях и диалогах с Православными поместными церквами, католиками и протестантами. Им было написано свыше тридцати исследований на греческом и английском языках. В 1989 году митрополит Тимофей по решению Синода был назначен ответственным за отношения Элладской Православной Церкви с ЕС. До дня своей кончины он был постоянным членом Синодальных комиссий по межправославным и межхристианским отношениям и отношений Элладской церкви с Европейским Союзом. Афинская академия за пастырские и общественные труды в ноябре 1995 года отметила митрополита Тимофея особой наградой. В августе 2001 года был вновь избран в состав Священного Синода Элладской православной церкви.
В марте 2002 года принимал участие в комиссии, впервые побывавшей в Ватикане от имени Элладской церкви для обсуждения вопросов, представляющих общие для православных и католиков интересы.
Скончался 15 марта 2002 года в Афинах в результате сердечного приступа. Погребение состоялось на о. Корфу.